# Kristoffer Skjelvik
Kristoffer Langøien Skjelvik (* 9. September 1991 in Os) ist ein norwegischer Biathlet.

## Karriere
Kristoffer Skjelvik lebt in Lillehammer und startet für Os Il/Ntg l. Er besucht die Hochschule Lillehammer. Skjelvik bestritt seine ersten internationalen Meisterschaften im Rahmen der Juniorenweltmeisterschaften 2010 in Torsby, wo er 64. des Einzels und 39. des Sprints wurde. Ein Jahr später kamen in Nové Město na Moravě die Plätze 19 im Einzel, 36 im Sprint und 22 in der Verfolgung hinzu, mit Erlend Bjøntegaard, Erling Ålvik und Vetle Sjåstad Christiansen gewann er die Bronzemedaille im Staffelrennen. 2012 startete er in Kontiolahti zum dritten Mal bei Juniorenweltmeisterschaften und wurde 37. des Einzels, Elfter des Sprints und 27. der Verfolgung.
Seit 2013 startet Skjelvik bei den Männern. Seine ersten Rennen bestritt er hier im IBU-Cup, wo er bei seinem ersten Rennen in Martell als 64. des Sprints das Verfolgungsrennen noch verpasste. Wenig später erreichte er als Zehntplatzierter eines Sprintrennens in Osrblie nicht nur erstmals die Punkteränge, sondern auch erstmals die Top Ten. Daraufhin wurde er für die Europameisterschaften 2013 in Bansko nominiert. In Bulgarien wurde Skjelvik bei einer fehlerfreien Schießleistung 20. des Einzels, bei nur einem Fehler im Stehendschießen Sechster des Sprints und 24. der Verfolgung.

## Statistik

### Platzierungen im Biathlon-Weltcup
Die Tabelle zeigt alle Platzierungen (je nach Austragungsjahr einschließlich Olympische Spiele und Weltmeisterschaften).
- 1.–3. Platz: Anzahl der Podiumsplatzierungen
- Top 10: Anzahl der Platzierungen unter den ersten zehn (einschließlich Podium)
- Punkteränge: Anzahl der Platzierungen innerhalb der Punkteränge (einschließlich Podium und Top 10)
- Starts: Anzahl gelaufener Rennen in der jeweiligen Disziplin
- Staffel: inklusive Mixed- und Single-Mixed-Staffeln

| Platzierung         | Einzel | Sprint | Verfolgung | Massenstart | Staffel | Gesamt |
| ------------------- | ------ | ------ | ---------- | ----------- | ------- | ------ |
| 1. Platz            |        |        |            |             |         |        |
| 2. Platz            |        |        |            |             |         |        |
| 3. Platz            |        |        |            |             |         |        |
| Top 10              |        |        |            |             |         |        |
| Punkteränge         |        |        |            |             |         |        |
| Starts              |        | 1      |            |             |         | 1      |
| Stand: Karriereende |        |        |            |             |         |        |